# Ektor Kaknavatos
Ektor Kaknavatos (griego moderno: Έκτωρ Κακναβάτος) es el seudónimo literario del poeta y ensayista griego Yorgis Kontoyorgis (El Pireo, Grecia, 1920 – 9 de noviembre de 2010).

## Biografía
Entre 1937 y 1941 estudió matemáticas en Atenas. Tras la Segunda Guerra Mundial trabajó como profesor de matemáticas y después como funcionario del ministerio de educación. 
Apareció por primera vez con la colección Fuga en 1943. Tras 18 años de silencio, en 1961 distribuyó en un pequeño círculo de amigos la colección Diáspora.